# Риволи (Италия)
Вижте пояснителната страница за други значения на Риволи.
Рѝволи (на италиански: Rivoli; на пиемонтски: Rìvole, Риволе) е град и община в Метрополен град Торино, регион Пиемонт, Северна Италия. Разположен е на 390 m надморска височина. Към 1 януари 2020 г. населението на общината е 48 472 души, от които 2335 са чужди граждани.